# Bocce ai XVII Giochi del Mediterraneo - Raffa doppio maschile
Le competizioni di bocce nella categoria raffa doppio maschile si sono tenute fra il 25 e il 27 giugno 2013 alla Bocce Tesisi di Mersin.

## Risultati
Le 6 coppie partecipanti vengono suddivise in due gruppi da 3 ciascuno. Le prime due di ciascun gruppo vengono ammesse alle semifinali.

### Fase a eliminazione diretta
|  | Semifinali | Semifinali | Semifinali |        |       | Finale          | Finale          | Finale          |  |
|  |            |            |            |        |       |                 |                 |                 |  |
|  | Italia     | Italia     | 12         |        |       |                 |                 |                 |  |
|  | Italia     | Italia     | 12         |        |       |                 |                 |                 |  |
|  | Francia    | Francia    | 6          |        |       |                 |                 |                 |  |
|  | Francia    | Francia    | 6          |        | Malta | Malta           | 9               |                 |  |
|  |            |            |            |        | Malta | Malta           | 9               |                 |  |
|  |            |            | Italia     | Italia | 12    |                 |                 |                 |  |
|  | San Marino | San Marino | Italia     | Italia | 12    | 7               |                 |                 |  |
|  | San Marino | San Marino |            |        |       | 7               |                 |                 |  |
|  | Malta      | Malta      | 12         |        |       | Finale 3º posto | Finale 3º posto | Finale 3º posto |  |
|  | Malta      | Malta      | 12         |        |       |                 |                 |                 |  |
|  |            |            |            |        |       |                 |                 |                 |  |
|  |            |            |            |        |       | San Marino      | San Marino      | 12              |  |
|  |            |            |            |        |       | San Marino      | San Marino      | 12              |  |
|  |            |            |            |        |       | Francia         | Francia         | 5               |  |